# Stratos Voulgaropoulos
Efstratios Voulgaropoulos, detto Stratos (in greco Ευστράτιος "Στράτος" Βουλγαρόπουλος?; Salonicco, 31 ottobre 2000), è un cestista greco.

## Carriera

### Nazionale
Nel 2019 ha partecipato al Mondiale Under-19, disputato in Grecia e concluso al decimo posto finale.